# Calea ferată îngustă Târgu Mureș–Praid
Calea ferată îngustă Târgu Mureș (Marosvásárhely) – Sovata (Szováta) – Praid (Parajd) a fost o cale ferată cu ecartament îngust (760 mm) în lungime de 82 km, utilizată în perioada 1915-1997 pentru traficul de persoane și de marfă. În prezent doar o mică parte (11 km) a acestui traseu este exploatată în scop turistic pe porțiunea Sovata – Câmpu Cetății (Vármező).

## Istoric
În perioada 1912-1914 autoritățile austro-ungare au început în bazinul Mureșului construcția unei rețele de căi ferate cu ecartament îngust pentru a conecta orașul Târgu Mureș cu localitățile importante din jur, atât pentru transportul de marfă cât și pentru cel de călători. Astfel, la Budapesta, în clădirea Băncii Agrare și Dobânzii Ungare înregistrată și înființată „Societatea Căilor Ferate de Interes Local Mureș-Turda” cu capital privat, având ca scop construcția unei rețele de căi ferate cu encartament îngust de 760 mm, în lungime de 200 km. Au existat trei tronsoane: Târgu Mureș – Sovata, Târgu Mureș – Band (Mezőbánd) – Iuda (Kolozsnagyida) și respectiv Band – Miheșu de Câmpie. Acest sistem de linii ferate a rezolvat problema transportării produselor din zăcămintele de sare de la Praid, pădurile de pe valea Nirajului, a cerealelor și animalelor din Câmpia Bandului, Miheșului și Tecii, mărfuri dorite nu numai în zona Transilvaniei, dar și la Budapesta și Viena:
- în 1912 s-a aprobat autorizația de construcție pentru toate tronsoanele de cale ferată îngustă menționate mai sus la un cost de 72593 coroane/km
- în luna august 1912 încep lucrările de construcție la calea ferată; din cauza lipsei de material și a forței de lucru provocate de pregătirile de război, lucrările s-au desfășurat foarte lent
- în vara anului 1913 au avut loc inundații devastatoare ce au distrus o parte a liniilor deja construite, ceea ce a impus o modificare a planului inițial
- lucrările au continuat până în 15 ianuarie 1915, când au avut loc primele probe tehnice, primele trenuri circulând însoțite de o comisie superioară a Ministerul Comunicațiilor de la Budapesta. Rezultatele fiind mulțumitoare, la 31 ianuarie 1915 s-au pus în circulație efectiv căile ferate înguste din bazinul Mureșului
- în primul an au circulat câte o pereche de trenuri mixte zilnic, pe fiecare dintre cele trei secții de circulație; primele transporturi efectuate între anii 1915 – 1919 au fost transporturi militare de trupe, alimente și vietăți necesare susținerii armatei austro-ungare, angajată în prima conflagrație mondială.
- după terminarea Primului Război Mondial și Unirea Transilvaniei cu țara, în anul 1919 căile ferate înguste au rămas în proprietatea Societății Căilor Ferate de Interes Local Mureș-Turda, dar au trecut în exploatarea CFR
- prin convenția din 4 martie 1926, publicată în Monitorul Oficial nr. 72/28 martie 1926, Statul Român încearcă să cumpere totalitatea acțiunilor

Hărţi ale căii ferate
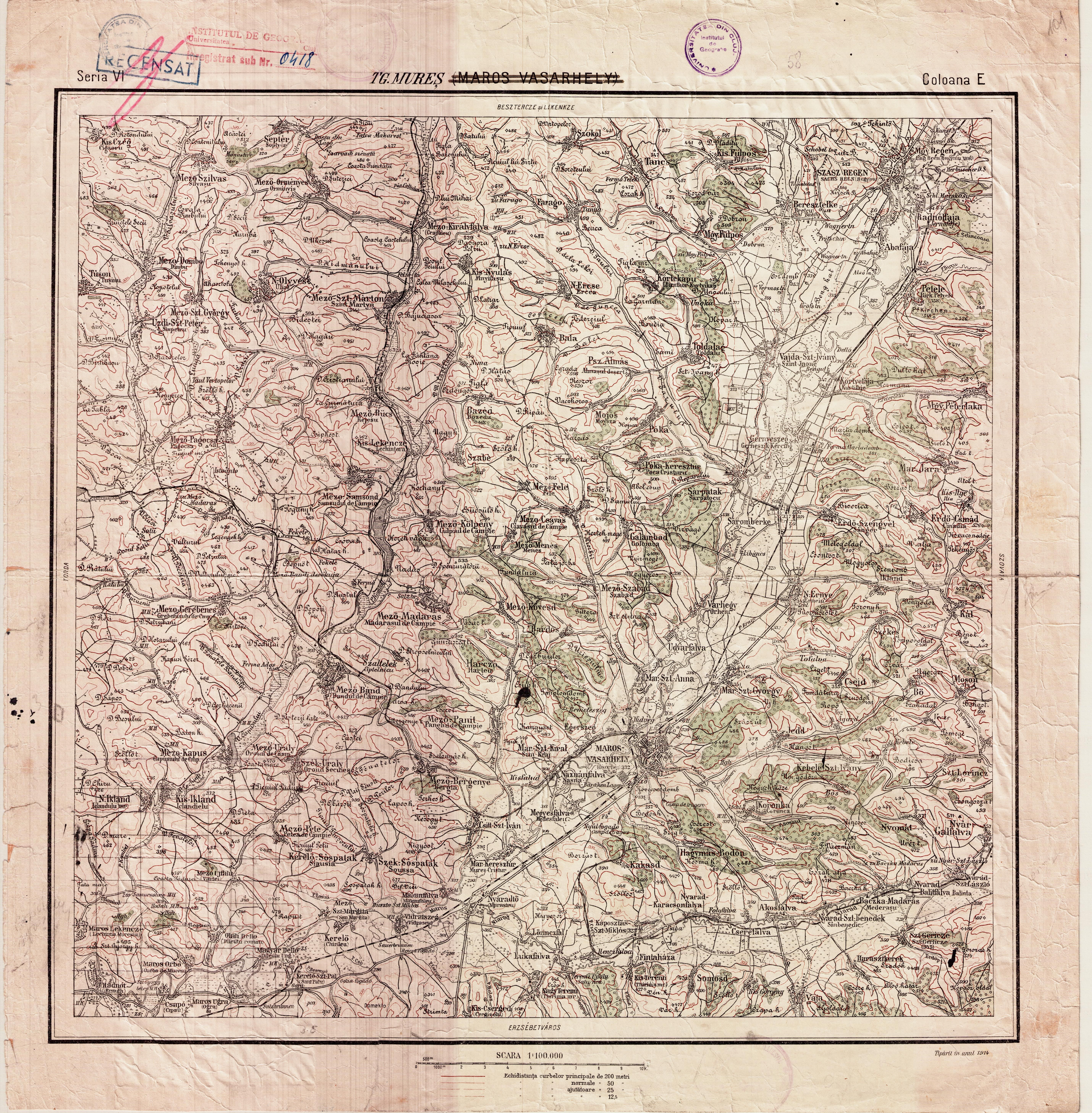
Zona dinspre Târgu Mureş (1914)
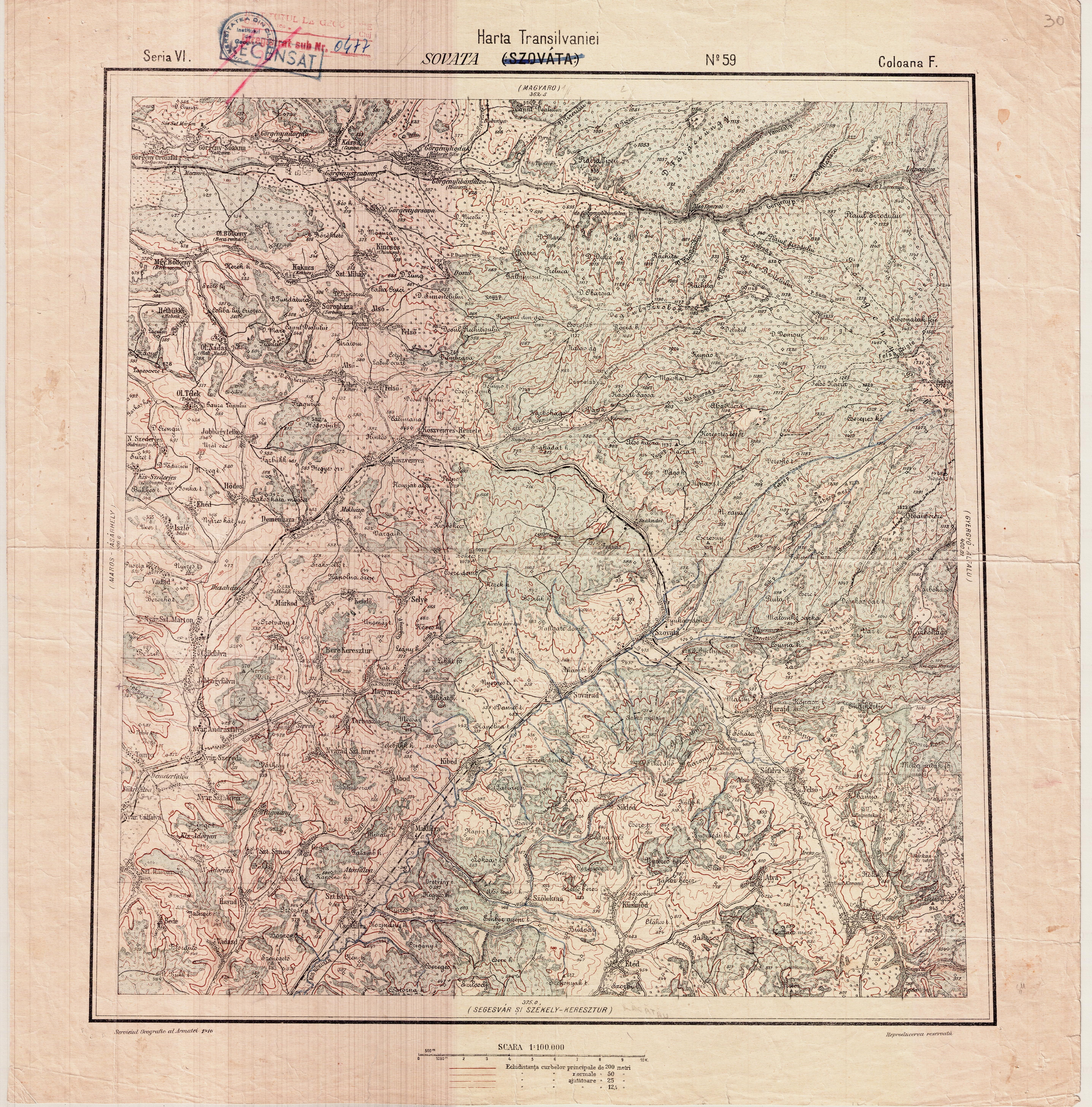
Zona dinspe Sovata şi Praid (1916)

## Locomotive folosite de-a lungul timpului
| Număr de înmatriculare | Producător | Cazan | Anul construcției | Mențiuni | În funcțiune pe linie |
| ---------------------- | ---------- | ----- | ----------------- | -------- | --------------------- |
|                        |            |       |                   |          |                       |
|                        |            |       |                   |          |                       |